# Nate Ebner
Nate Ebner (14 de dezembro de 1988) é um jogador futebol americano na posição de safety, que atua pelo New York Giants, ele também e um jogador de rugby sevens estadunidense.

## Carreira
Nate Ebner integrou o elenco da Seleção Estados Unidos de Rugbi de Sevens, na Rio 2016, que foi 9º colocada.